# Bitva v Dánském průlivu
Bitva v Dánském průlivu představovala jednu z mála dělostřeleckých bitev mezi těžkými hladinovými loděmi Německa a Velké Británie během druhé světové války. Došlo k ní 24. května 1941, když se německé uskupení tvořené bitevní lodí Bismarck a těžkým křižníkem Prinz Eugen pod velením admirála Lütjense pokusilo v rámci operace Rheinübung proniknout do Atlantiku, aby podpořilo boj proti britským konvojům. Britové se německé lodě pokusili zastavit jejich napadením v Dánském průlivu a v bitvě se tak Němci střetli s bitevním křižníkem Hood, bitevní lodí Prince of Wales doprovázených šesti torpédoborci. Střetnutí skončilo těžkou porážkou Royal Navy. Bitevní křižník Hood byl potopen a bitevní loď Prince of Wales byla poškozena a zahnána na útěk. Na druhou stranu se však v důsledku poškození z bitvy Bismarck dostal do potíží s nedostatkem pohonných hmot, byl po bitvě v Dánském průlivu britským loďstvem dále pronásledován a nakonec potopen. Operace Rheinübung tak nakonec i díky bitvě v Dánském průlivu nemohla být realizována.

## Pozadí
Německé lodě vypluly z polské Gdyně jako hlavní složka operace Rheinübung, jejímž cílem bylo obě lodi dostat dlouhodobě do Atlantiku za účelem napadání spojeneckých lodí a konvojů. V případě dalšího potenciálního posílení německého svazu o bitevní křižníky Scharnhorst a Gneisenau z přístavů v okupované Francii by pak spojenci měli co do činění s velmi silným svazem jehož neutralizace by byla patrně velmi obtížná.
Proto byl Bismarck již od uvedení do služby spojenci aktivně monitorován a po jeho vyplutí dělalo Royal Navy vše pro to, aby byl co nejdříve objeven, dostižen a zničen. Po zjištění, že německé lodi vypluly z Norska se s nimi Britové pokusili vypořádat v prostoru Dánského průlivu západně od Islandu.

## Situace před bitvou
Pro pokrytí pohybu německých lodí v oblasti Dánského průlivu nasadila britská admiralita hlídku složenou z těžkých křižníků HMS Suffolk a HMS Norfolk pod velením kontradmirála Frederica Wake-Walkera, dlícím na HMS Norfolk. HMS Suffolk byl pro pátrání vybaven lépe, díky nedávno instalovaném radiolokátoru.
Pro vlastní bitvu Britové do Dánského průlivu urychleně přisunovali bitevní loď HMS Prince of Wales a bitevní křižník HMS Hood se šesti torpédoborci HMS Electra, HMS Achates, HMS Antelope, HMS Anthony, HMS Echo a HMS Icarus pod velením viceadmirála Lancelota Ernesta Hollanda.
Obě britské těžké lodi však trpěly řadou potíží, jejichž vážnost právě nastávající bitva ukázala v plné vážnosti.
Křižník Hood byl dlouho považován za nejsilnější bojovou jednotku na světě a i v čase bitvy měl v královském námořnictvu image nejsilnější lodě, což přispívalo k přeceňování jeho síly. Loď přitom trpěla již dlouho známými vážnými konstrukčními nedostatky, z nichž vynikala především nedostatečná ochrana muničních skladišť. Díky nemožnosti křižník postrádat delší čas mimo službu se již roky odsouvala jeho plánovaná přestavba slibující alespoň částečné odstranění nedostatků v konstrukci lodi (především zesílení pancíře – tloušťky – palub, kryjících muniční skladiště z nedostatečných 7,6 cm na 15 cm). Přestože byla loď od ledna do března 1941 na běžné údržbě v loděnicích v Rosythu, s uvedenou slabinou nic podniknuto nebylo a v dané lhůtě ukončení údržby asi ani podniknuto být nemohlo.
Prince of Wales byla naproti tomu zbrusu nová bitevní loď, uvedená do služby teprve sedm týdnů před bitvou (31. března). To se projevovalo nejen nezkušeností a nesehraností posádky, ale také doposud probíhajícím procesem odstraňování závad na lodi – v okamžiku chvatného vyplutí proti německým lodím opouštěla loď základnu Home Fleet ve Scapa Flow ještě s techniky zbrojovky na palubě. Nedostatky se pak při bitvě na celkovém výkonu lodě projevily.
Při plánování bitvy admirál Holland předpokládal, že jeho skupina zaútočí na německé lodě společně s hlídkujícími křižníky, které se postarají o Prinz Eugen, zatímco Prince of Wales a Hood se zaměří na Bismarck. Zároveň ale v průběhu přibližování k Dánskému průlivu dodržoval striktní rádiový klid a proto o svém plánu nezpravil admirála Wake-Walkera. Před začátkem bitvy nakonec i původní záměr na koordinovaný útok obou skupin lodí opustil a hlídkující divize křižníků se tak do bitvy vůbec nezapojila.
V bitvě se Hollandovi nepodařilo realizovat ani další jeho záměr – rychlé přiblížení k nepříteli, které mělo zmenšit riziko dopadu granátů z Bismarcka na Hood svrchu. Při delší balistické křivce dopadajících střel by se totiž mohla výrazněji projevit hlavní slabina lodi v slabém horizontálním pancéřování palub muničních skladišť. Po přiblížení se počítalo z plošší balistickou křivkou a granáty Bismarcku měly tedy zasahovat spíše silnější boční pancíř lodi Hood než paluby, což podle všech předpokladů mělo vést ke snížení nebezpečí průniku německé střely do prostoru muničních skladišť.

## Bitva

### Setkání lodí

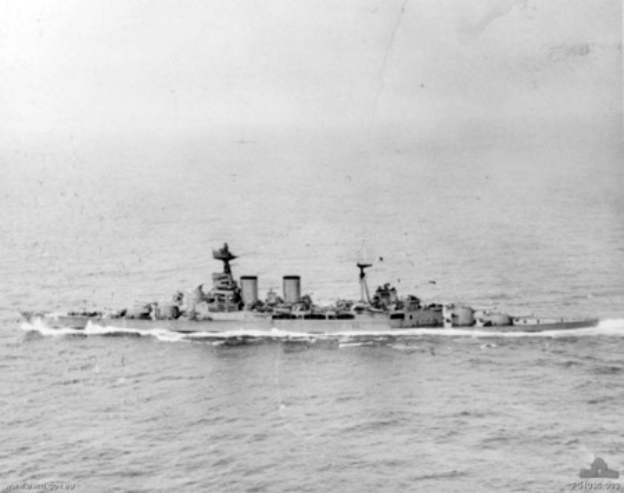
Letecká fotografie bitevního křižníku Hood mířícího k místu střetnutí dne 24. 5. 1941

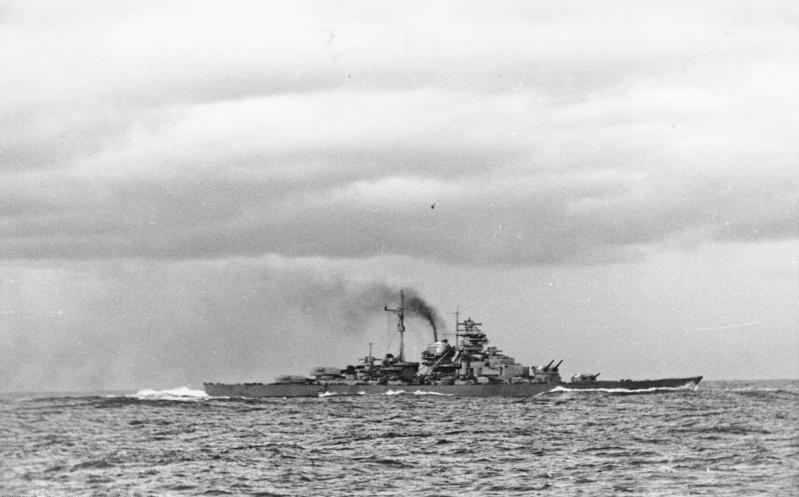
Bismarck pravděpodobně teprve směřující k dějišti bitvy

Hlídkující Suffolk s německými loděmi navázal vizuální kontakt 23. května v 19:22 a nadále pokračoval ve sledování především za pomoci radaru. V průběhu noci několikrát radarový kontakt ztratil, ale vždy se ho podařilo obnovit.
Admirál Holland dostal o německých lodích zprávu kolem osmé hodiny večer, když byl se svým svazem ve vzdálenosti cca 300 mil. Po obdržení zprávy zvýšil rychlost lodí na 27 uzlů aby dosáhl plánovaného místa bitvy ve 2:00 zhruba se setměním, které mělo v předpokládaném místě místě bitvy nastat v 1:51. To mělo dát britským lodím výhodu přiblížení ze šera, kdy se měly zároveň německé lodě britským dělostřelcům jasně rýsovat proti zapadajícímu slunci.
V 00:28 Suffolk kontakt s německými loděmi na delší dobu ztratil a když admirál Holland neměl ještě dalších 90 minut o německých lodích žádné zprávy, rozkázal torpédoborcům pokračovat dále směrem k severu a změnil kurs plavby Hood a Prince of Wales na JJZ. Kvůli špatnému počasí a díky korekci kursu, kterou Němci provedli v 01:41, aby dále sledovali linii Grónského ledovce, britské torpédoborce německou skupinu nezpozorovaly, i když ji minuly zhruba ve vzdálenosti 10 mil. Pokud by nebyla viditelnost snížena na 3–5 mil, německé lodě mohly být odhaleny mnohem dříve a bitva se mohla odehrát zcela jiným způsobem.
Křižník Suffolk nakonec obnovil kontakt s německou skupinou až kolem 2:45. V té chvíli byly obě britské těžké lodě vzdáleny stále ještě 35 mil na jih mírně před německými. Holland přikázal zvýšit rychlost na 28 uzlů. Situace se začala stávat pro Brity nevýhodnou, protože původní Hollandův plán bitvy spočíval v rychlém přiblížení k nepříteli. Situace se nadále ještě zhoršila poté, co Suffolk ve 3:20 hlásil další úpravu kursu Bismarcku a Prinze Eugena k západu. Obě skupiny lodí se tak pohybovaly téměř rovnoběžně.

### Zahájení bitvy

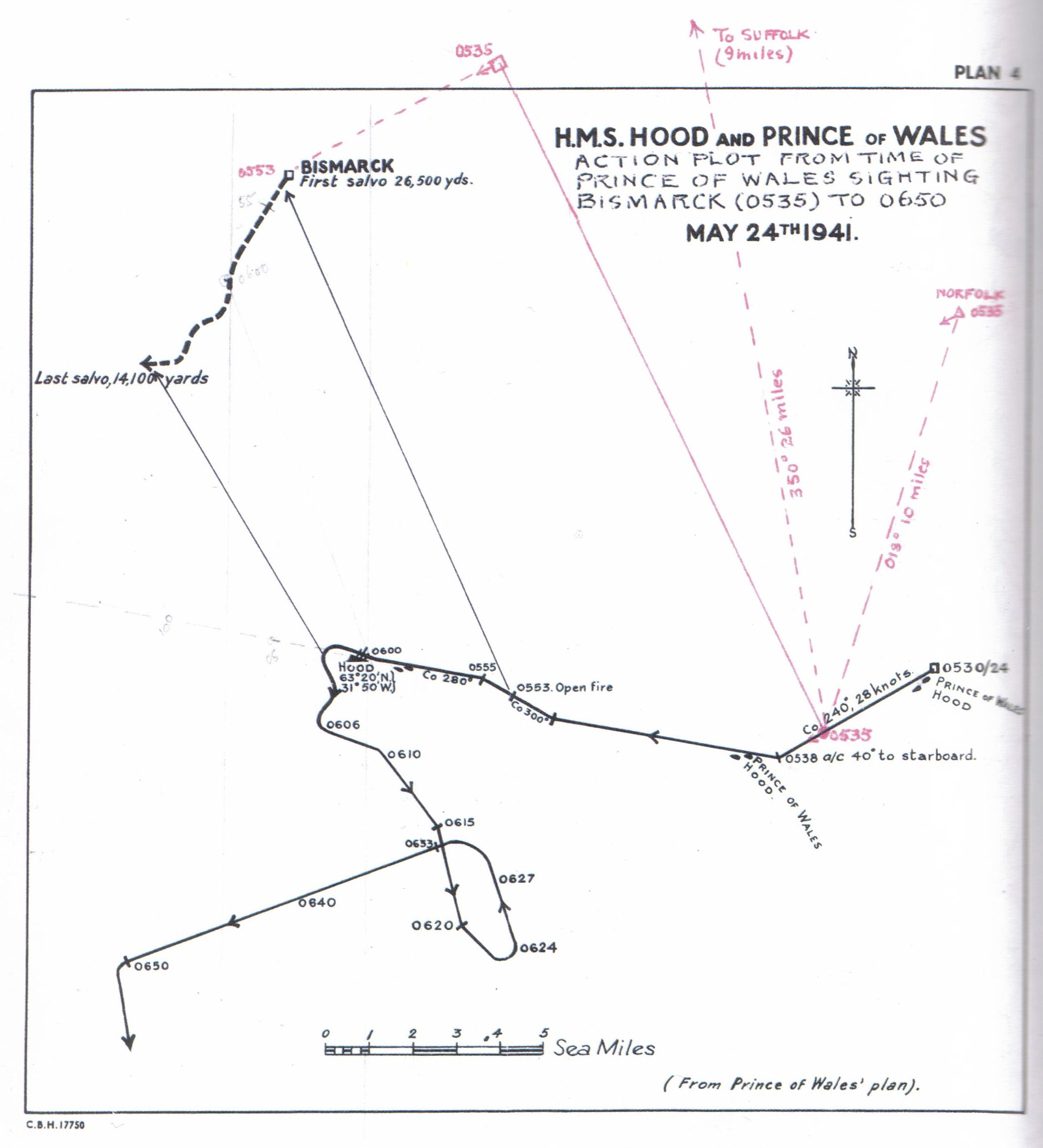
Pohyb lodí během bitvy, zaznamenaný na Prince of Wales

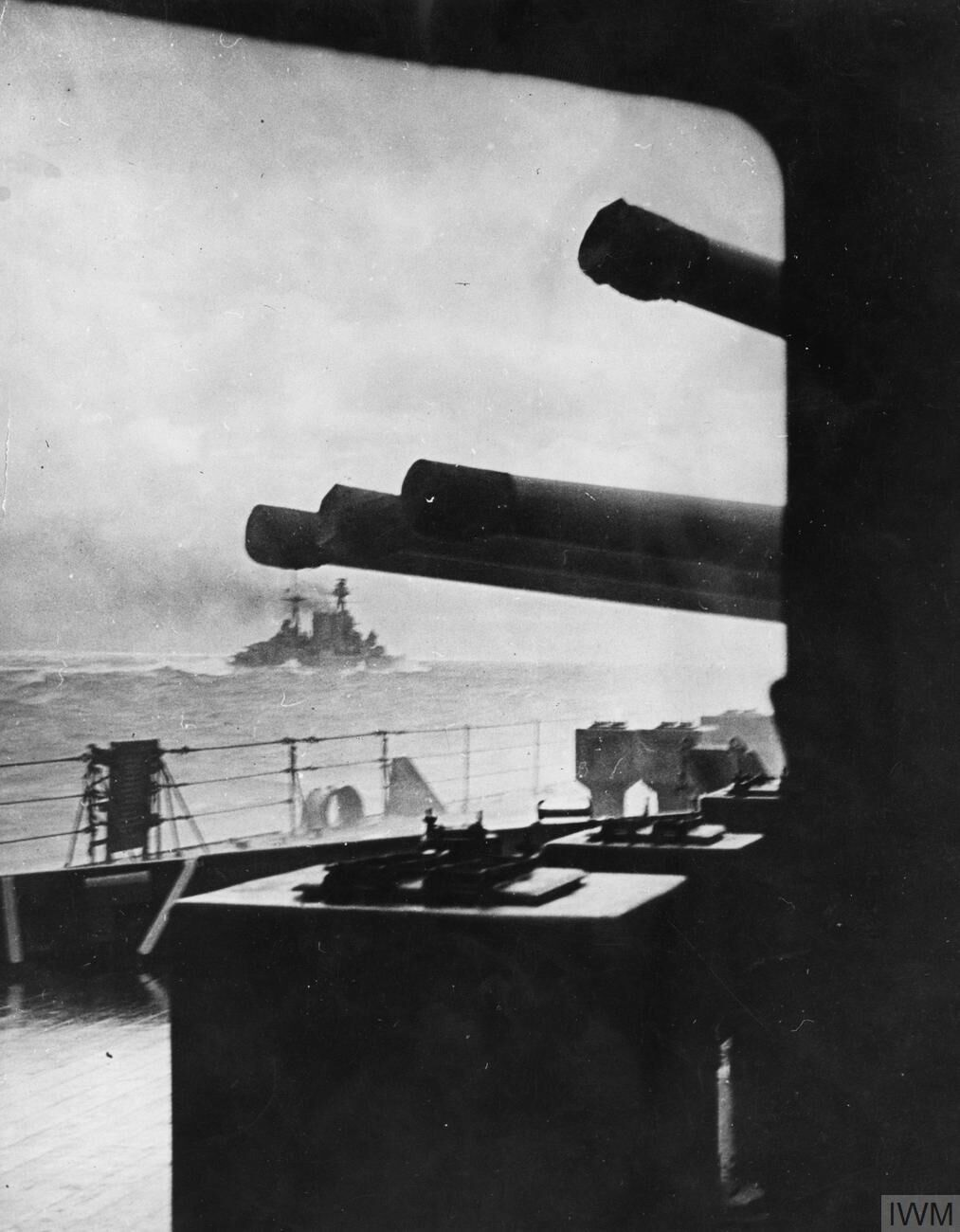
Poslední fotografie křižníku Hood plujícího vstříc Bismarcku. V popředí je možno vidět čtyři hlavně dělové věže A na Prince of Wales

Hlídky na Prince of Wales spatřily nakonec německou skupinu až v 5:35 ve vzdálenosti 17 mil. Němci již o britských lodích věděli, varováni jejich hydrofonem kouř a stožáry britských lodí spatřili kolem 5:45. Němci získali již v té chvíli výhodu, protože se přibližovali v kurzu zvaném „položit příčku na T“, ve kterém měli výhodu plné boční salvy. Za této situace měl Holland možnost německé lodě sledovat, vyčkat přiblížení velitele Home Fleet admirála Toveye s bitevním křižníkem HMS Repulse a bitevní lodí HMS King George V nebo na nepřítele zaútočit sám. Rozhodl se pro druhou možnost a v 5:37 přikázal zahájit přiblížení k německým lodím. Bouřlivé moře přitom znemožnilo akci torpédoborcům a stejně tak divize křižníků admirála Wake-Walkera byla příliš vzdálena než aby mohla do bitvy zasáhnout.
Hood zahájil palbu v 5:52 ze vzdálenosti cca 24 km a Holland se při rozkazu o zahájení palby dopustil tragického omylu – přikázal soustředit se na nepřátelskou loď vlevo, kterou ale již nebyl Bismarck ale Prinz Eugen – obě lodi si totiž vyměnily pozice aniž to Britové zaznamenali a díky značné podobnosti jejich konstrukce tak na lodi Hood chybně identifikovali primární cíl střetnutí. I když tento omyl na vlajkové lodi brzy zjistili a Holland změnil svůj původní rozkaz, děla Hoodu by se musela po přenosu palby na jinou loď opět na nový cíl zastřelovat a k tomu již nedal Bismarck dělostřelcům na britské vlajkové lodi dost času.
Obě britské lodě se zároveň přibližovaly k německým lodím v úhlu, který znemožňoval využít jejich zadních dělových věží, čímž snížili svou palebnou kapacitu těžkých děl z 18 na 10, úhel přiblížení ale zároveň nebyl takový, aby umožnil co nejrychlejší zkrácení vzdálenosti a zmenšil tak riziko zasažení křižníku Hood do nejcitlivějších míst.
Dělostřelci na Prince of Wales Bismarcka identifikovali od počátku správně a jak je zřejmé ze záznamu průběhu bitvy, jejich děla začala střílet v 5:53. Hned po první salvě došlo k poruše jednoho z děl v dělové věži A a nadále tedy až do úpravy kursu díky nevhodně zvolenému přiblížení v dělostřeleckém souboji bylo na straně Britů používána ke střelbě pouze 4x380mm a 5x356mm oproti 8x380mm a 8x203mm obou německých lodí, které plnými bočními salvami pálit mohly.

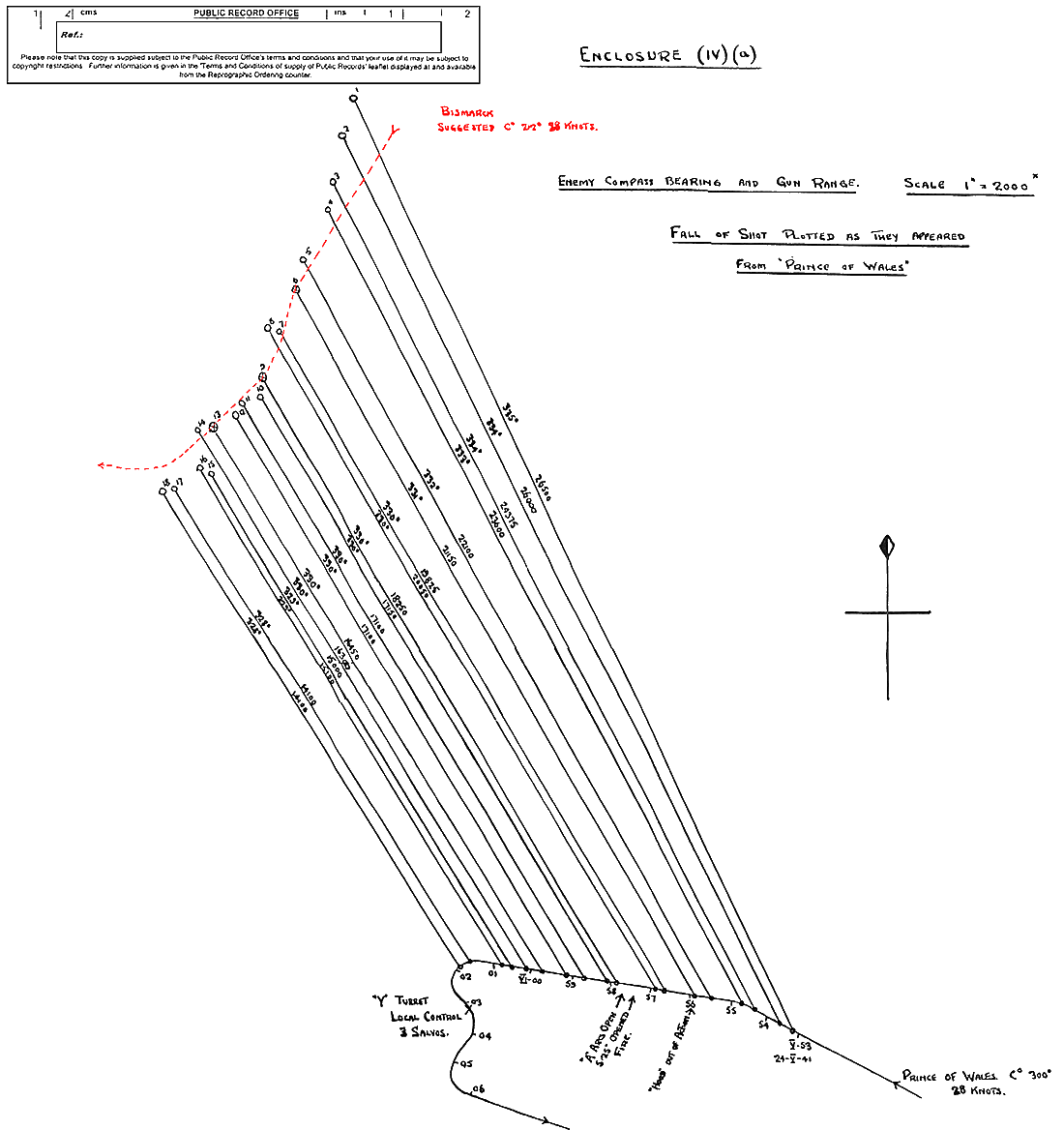
Záznam palby dělostřelců na Prince of Wales

Za této pro Brity velmi nevýhodné situace navíc platil rozkaz admirála Hollanda, že Prince of Wales se má držet v blízkosti vlajkové lodi, což znamenalo, že němečtí velitelé mohli pohyb obou lodí reagovat jako na pohyb lodi jedné a měli snazší odhad vzdálenosti pro střelbu. Tato vzájemná poloha obou lodí měla teoreticky usnadňovat koordinaci zaměřování a řízení palby, protože každá loď mohla lépe identifikovat dopady vlastních salv a provádět lépe korekce vlastní střelby, popř. by bylo možno palbu koordinovat z jedné lodi za pomoci systému Admiralty Fire Control Clock (AFCC),[zdroj?] těchto potenciálních výhod ale pravděpodobně britští dělostřelci nevyužili, nebo využití nepřineslo očekávaný efekt.
Britové (podle dochovaných záznamů z Prince of Wales) měli také nevýhodu zaměřování proti silnému větru a vlnobití, což vedlo k nemožnosti používat dálkoměry s větším rozpětím (13 m a 9,1 m) umístěné na více stabilních místech bitevní lodi – dělových věží A a B – a namísto toho tak prováděli zaměřování za pomoci vysoko položených dálkoměrů s menším rozpětím (4,6 m) na velitelských nástavbách, které docilovaly nižší přesnosti.
Křižníky Suffolk a Norfolk se sice snažily z vlastní iniciativy zaútočit na Bismarck také, ale byly příliš daleko a neměly dostatečné rezervy v rychlosti aby se stihly za daných okolností dostatečně rychle k německé lodi přiblížit.
Ze záznamu palby dělostřelců na Prince of Wales plyne, že zasáhli Bismarcka před změnou kursu po zničení křižníku Hood z 18 vypálených salv celkem třikrát – šestou (exploze granátu z této salvy zničila velitelský člun a poškodila katapult), devátou (granát z této salvy neexplodoval a prolétl skrze příď Bismarcka) a třináctou salvou (granát z této salvy zasáhl Bismarcka pod čarou ponoru, pronikl dovnitř a tam explodoval. Druhý zásah zničil řadu zařízení potřebná pro čerpání paliva a znemožnil mimo jiné také přístup k přední nádrži pohonných hmot, čímž byla loď ochuzena cca o 1000 tun paliva. Z lodi vytekla část nafty a zároveň dovnitř pronikla mořská voda, která způsobila náklon 9° ponoření boku lodi o 2 m. Po odpálení salvy č. 18 (poslední před manévrem, vyhýbajícím se troskám křižníku Hood) nicméně zůstala funkční pouze 3 děla ze 4 ve věži A, obě 2 děla ve věži B a pouze 2 děla ze 4 v dělové věži X.
Hood nedocílil vůbec žádných zásahů a proto není zcela vyloučeno, že i po vydání opravného rozkazu pokračoval v palbě na křižník Prinz Eugen a nepodařilo se mu přenést palbu započatou na nesprávný cíl.

### Potopení bitevního křižníkuHood

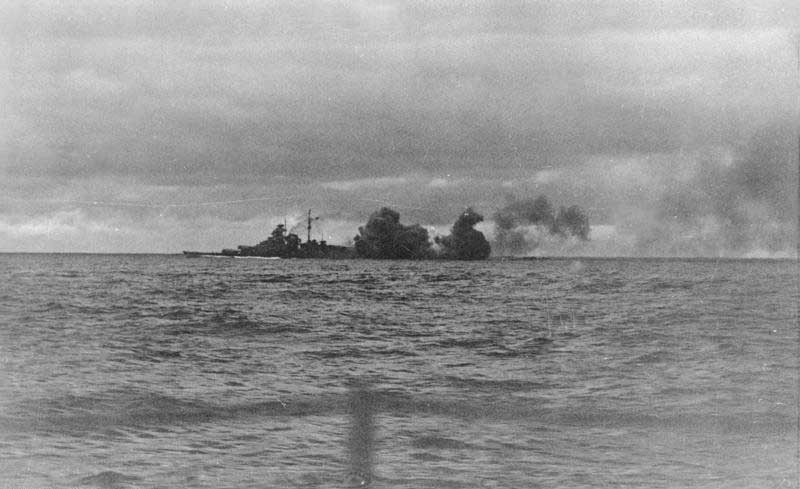
Bismarck střílející na britské lodě

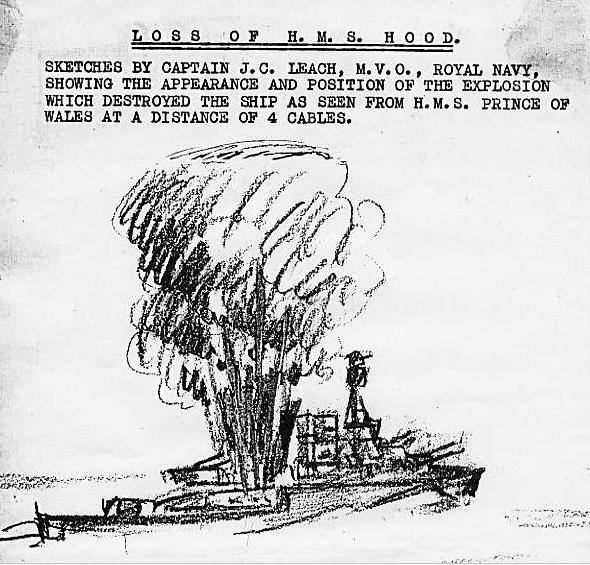
Skica, namalovaná kapitánem Leachem, velitelem Prince of Wales pro 2. vyšetřovací komisi v roce 1941. Obrázek znázorňuje sloup ohně a kouře, předcházející následnému roztržení lodě.

Němci zahájili palbu až v 5:55 a hned první salvou Hooda zasáhli, čímž způsobili menší požár připravené munice pro 102mm kanóny. Tento požár však nebyl příliš nebezpečný, nerozšířil se a nezpůsobil pozdější explozi lodě. Nepotvrzeny zůstávají další domnělé zásahy lodě u paty můstku a radaru.
V 6:00 admirál Holland nařídil další úpravu kursu na souběžný kurz s německými loděmi, která měla umožnit zapojení zadních dělových věží obou lodí do boje. Během provádění tohoto obratu dopadla na jeho palubu ze vzdálenosti asi 9 mil salva z Bismarcka a jak se zjistilo z pozdějších výpovědí posádky Prince of Wales, zasáhla britskou loď v oblasti mezi hlavním stožárem a zadní dělovou věží X.
Střela pronikla až do skladiště střelné bavlny pro menší děla ráže 102mm, kde vybuchla. Hned nato se objevil obrovský sloupec plamenů, šlehajících do výšky stovek metrů, následovaný obrovskou explozí, která loď v oblasti mezi středem lodi a dělovou věží Y roztrhla na dva kusy. Záď se ihned potopila a přední část lodi ji po třech minutách následovala. Pozoruhodné je, že přední věž ještě v tom čase stačila jednou vystřelit. Trosky z výbuchu přitom dopadaly do značné vzdálenosti – i na palubu Prince of Wales, vzdáleného v tu dobu asi 800 m. Britské lodě se v okamžiku potopení Hooda nacházely na poloze 64°15′ s. š., 28°5′ z. d..
 Z posádky křižníku, čítající včetně admirála Hollanda v okamžiku zásahu 1418 mužů, se zachránili pouze 3 (Ted Briggs, Bob Tilburn a Bill Dundas) a byli později vyloveni torpédoborcem HMS Electra.
Analýzou fotografií vraku, pořízených expedicí v roce 2001, byl zjištěn jako nejpravděpodobnější scénář zničení lodi následující průběh událostí: nejprve 380mm granát z německé lodi pronikl do muničního skladiště nábojů pro 102mm děla. Exploze tam umístěné munice vedla k onomu vysokému sloupci ohně. Zároveň se touto explozí oheň rozšířil do skladiště munice 380mm děl, jejíž exploze vzápětí loď roztrhla vedví.

### ÚtěkPrince of Wales

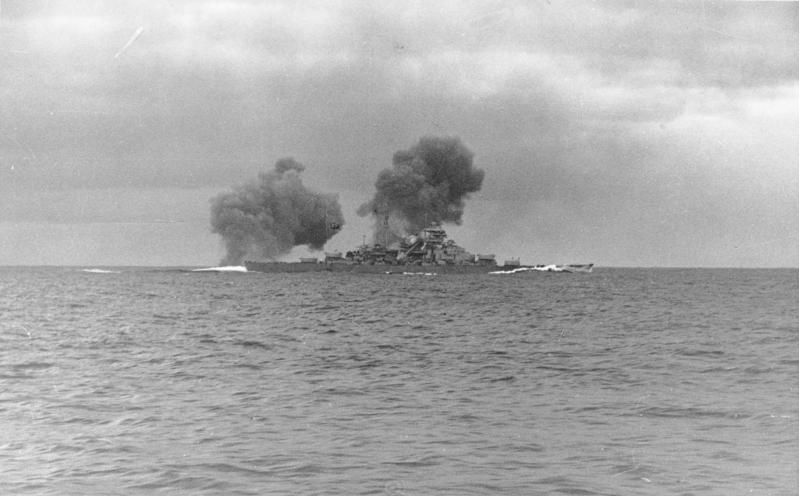
Bismarck soustřeďující po zničení lodi Hood palbu na Prince of Wales

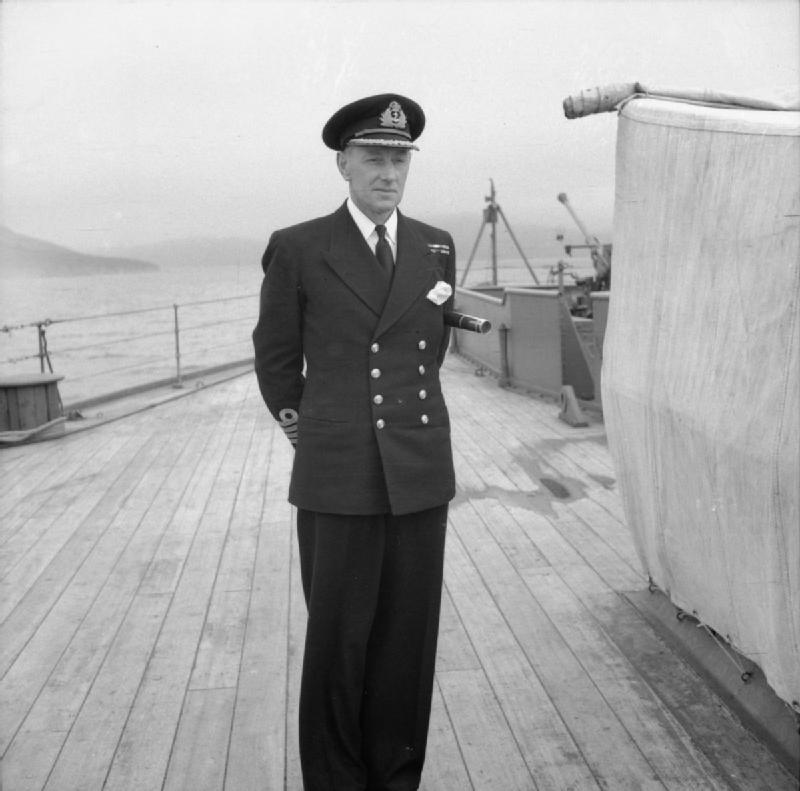
Velitel Prince of Wales, kapitán Leach

Po potopení bitevního křižníku Hood se Prince of Wales ostrým manévrem vyhnul jeho troskám. Při tomto manévru došlo k zablokování výtahu, transportujícího munici do věže X a proto se zadní dělová věž po odpálení salvy 20 odmlčela. Palebná kapacita Prince of Wales byla tedy v tomto okamžiku snížena na polovinu, pouze 5 děl v předních dělových věžích bylo nadále schopno palby. Potíže s omezením palebné kapacity však zaznamenali i na německých lodích
Nový kurs Prince of Wales však přivedl loď blíže k německé skupině a loď se tak ocitla pod jejich koncentrovanou palbou. V tom období byla čtyřikrát zasažena děly Bismarcku a třikrát děly Prinze Eugena. Během těchto zásahů zahynulo 13 a zraněno bylo 9 členů posádky. Kvůli utrpěným škodám a celkově problematickému stavu lodi, čelící navíc přesile se kapitán Leach rozhodl stáhnout Prince of Wales pod ochranou kouřové clony kolem 6:10 z boje.
Toto rozhodnutí bylo pravděpodobně šťastné, protože pokračování v původním kursu by loď přivedlo do cesty torpédům, která se chystal na britskou loď vypálit křižník Prinz Eugen.

### Ukončení boje
Ačkoliv měly německé lodě možnost v bitvě pokračovat a Prince of Wales dorazit, admirál Lütjens se rozhodl boj přerušit. Při té příležitosti došlo k ostré výměně názorů mezi ním a kapitánem lodi Lindemannem, který chtěl naopak získanou iniciativu využít a v boji pokračovat. Lütjens se však do písmene mínil řídit rozkazy velkoadmirála Raedera a nechtěl ohrozit původní cíl celé operace Rheinübung, kterým bylo útočit na britské obchodní, nikoliv válečné loďstvo a nechtěl se proto vypořádáním s britskou lodí zdržovat. Lindemann považoval vypořádání se s Prince of Wales za otázku 2 až 3 hodin, což by německé lodi nemělo nijak ohrozit, protože admirál Tovey byl v okamžiku střetnutí ještě asi 300 mil daleko. Lütjens nicméně Lindemannovi neposkytl žádné vysvětlení a ani s ním o věci nemínil diskutovat. Nařídil, aby se skupina vydala západním směrem a dalšího boje se zdržela. Je možné, že jeho rozhodnutí podpořil také fakt, že Bismarck během střetnutí spotřeboval 93 z celkového počtu 353 protipancéřových granátů, které loď vezla. Tímto rozhodnutím tak byla bitva z německé strany fakticky ukončena.

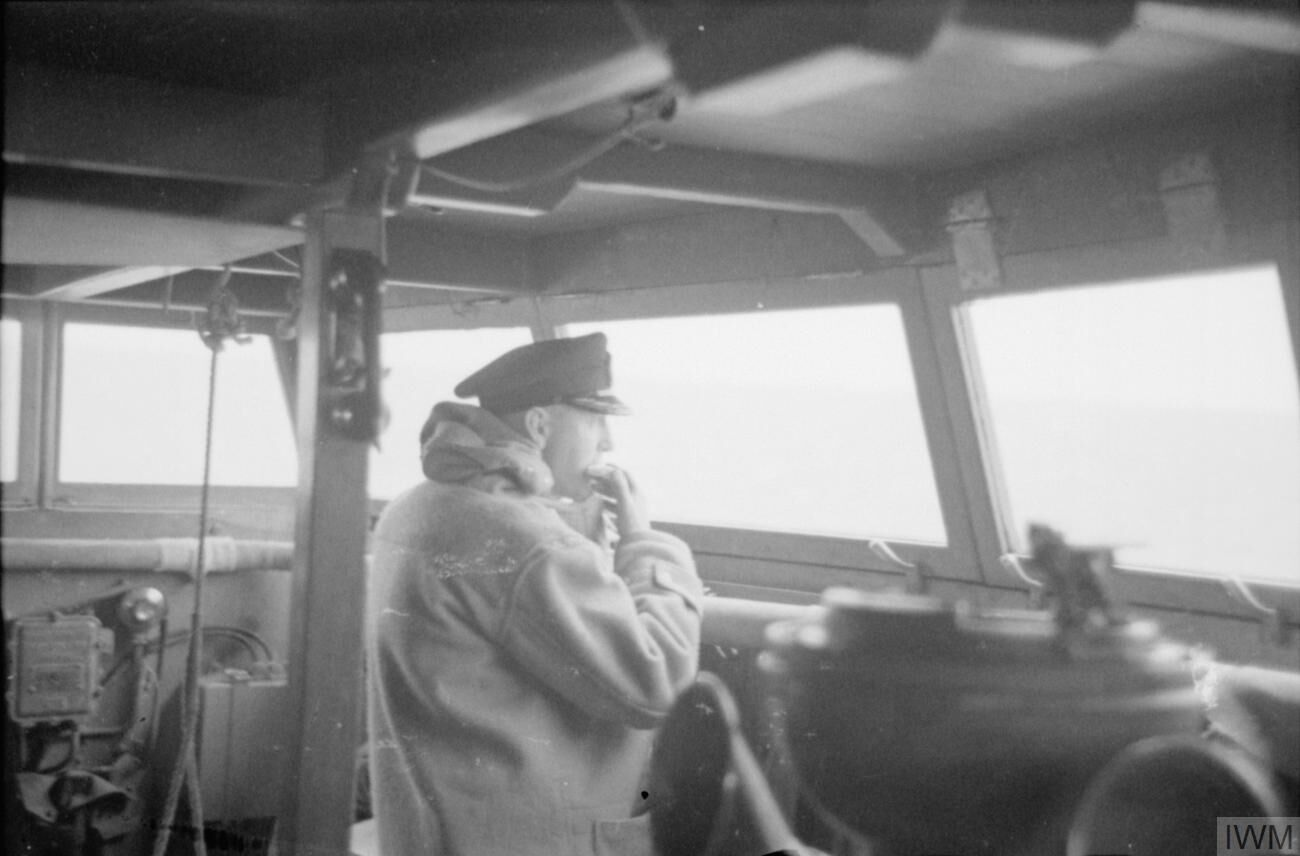
Velitel křižníku Suffolk kapitán Ellis na můstku své lodi během následné pokračující honičky na německé lodi

Zbývající lodě skupiny zemřelého admirála Hollanda – poškozená bitevní loď Prince of Wales a torpédoborce – přešly pod velení kontradmirála Wake-Walkera. Ten se teoreticky mohl rozhodnout v boji pokračovat, po zhodnocení situace však znovunapadení německých lodí pokládal za nepřiměřené riziko a proto se rozhodl německé lodi pouze sledovat a vyčkat připlutí skupiny admirála Toveye. Toto jeho rozhodnutí bylo později kritizováno.
Mezi 06:19 a 06:25, Suffolk vypálil 6 salv ve směru k německým lodím, poté, co zaznamenal falešný odraz na obrazovce radaru. Suffolk měl v tu dobu ve skutečnosti německou skupinu daleko za hranicí svého dostřelu.

## Následky
Na Bismarcku se za pomoci palubních potápěčů podařilo zastavit vnikání vody, nepodařilo se ale zabránit úniku paliva. Náklon musel být kompenzován částečným zaplavením komor na zádi. Znehodnocením části paliva a zničením podávacích čerpadel byl ztracen přístup k 1000 tunám paliva, čímž se Bismarck dostal do problému s jeho nedostatkem. Pokusy o přepuštění paliva do nádrží s funkčními čerpadly selhaly. Díky nutnosti opustit kotelnu č. 2 v důsledku vody proniklé přídí lodi došlo také ke snížení maximální dosažitelné rychlosti o cca 2 uzly.
V důsledku poškození lodi se rozhodl admirál Lütjens operaci Rheinübung přerušit a vrátit se k opravám do přístavu. Zatímco kapitán Lindemann navrhoval návrat do Norska, Lütjens se neodvážil proplouvat zpět Dánským průlivem a zároveň chtěl splnit původní rozkaz ohledně proniknutí do Atlantiku. Nařídil proto zamířit do francouzského Saint-Nazaire, ačkoliv přístav Brest byl blíže – byl totiž také v dosahu britských letadel. Zároveň rozhodl o tom, že se obě německé lodě od sebe oddělí. Zatímco byl Bismarck nakonec britským loďstvem dostižen a 27. 5. 1941 potopen, Prinz Eugen nakonec 1. 6. 1941 ve 14:40 dorazil do přístavu Brest.
Poškození Prince of Wales nebylo tak vážné, aby se nemohla ještě zúčastnit pokračující honičky za německou lodí, nicméně 25. 5. v časných ranních hodinách po dočasné ztrátě kontaktu s německou lodí, v tu dobu již plující osamoceně, se bitevní loď musela pro ztenčující se zásobu paliva vrátit na základnu.
Podobně na tom byl i křižník Suffolk, který se na zpáteční cestu vydal 25. 5. ve večerních hodinách.
Pouze křižník Norfolk se zúčastnil honičky až do závěrečného dělostřeleckého souboje a zničení německé vlajkové lodi.

## Závěr

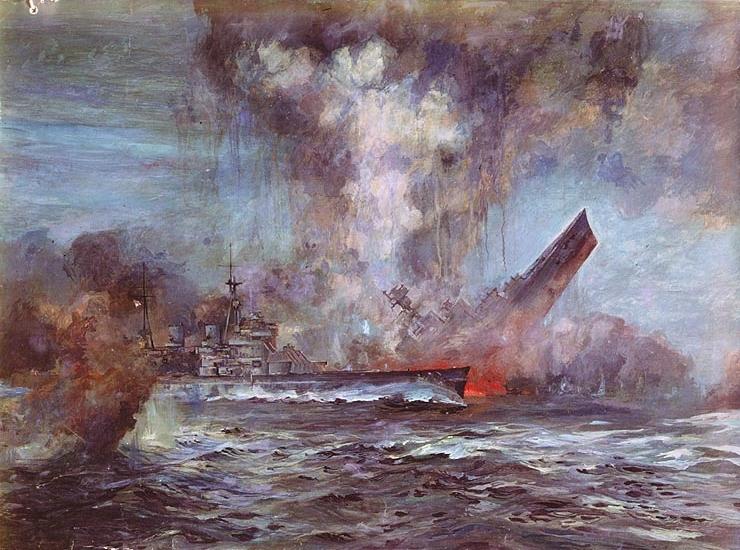
Potopení lodi Hood 24. května 1941, v popředí HMS Prince of Wales. Obraz od J. C. Schmitz-Westerholta

Bitevní loď Prince of Wales se Britům povedlo v poměrně krátkém čase opravit a bitevní loď tak mohla být ještě na sklonku téhož roku spolu s bitevním křižníkem Repulse vyslána k posílení anglické dálnovýchodní flotily, kde byly nakonec obě lodi potopeny.
Britské veřejné mínění bylo sice nakonec poněkud upokojeno pozdějším dostižením a zničením německé bitevní lodi, nicméně stále žádalo vysvětlení jak mohl britský svaz v situaci dvojnásobné převahy nad protivníkem utrpět tak zdrcující porážku. V oficiálních vyjádřeních byla snaha svést výsledek bitvy na štěstí, které přálo Němcům, když zasáhli přesně muniční skladiště bitevního křižníku. Svou roli jistě hrály i technické nedostatky lodi. Možná také v důsledku úmrtí admirála Hollanda, jehož taktické vedení bitvy byla pozdějšími analýzami označována ze jednoznačně hlavní příčinou britského neúspěchu, se jeho odpovědnost v oficiálních vyjádřeních neakcentovala.. Snad nejnovější analýza vycházející z průzkumu vraku bitevního křižníku Hood, provedeného v roce 2012, naopak vinu admirála Hollanda relativizuje  díky poloze kormidla lodi, zjištěného ponorkou na vraku v hloubce 2830 m.
Průběh bitvy a především zničení lodi Hood, kde se Němcům podařilo vybojovat přesvědčivé taktické vítězství s papírově mnohem silnějším soupeřem bylo Němci náležitě propagandisticky využito. V důsledku oslavných tirád, které spustila Goebbelsova masmédia a současně přicházejících zprávách o dalších úspěších Němců v boji s Royal Navy o ostrov Kréta se podařilo německou veřejnost dostat téměř do stavu euforie.
Strategické důsledky bitvy však pro Němce v důsledku nutnosti přerušení operace Rheinübung a následného potopení německé vlajkové lodi již tak růžové nebyly. Plán napadání spojeneckých konvojů německými hladinovými plavidly byl v důsledku po bitvě následujícího zničení lodi Bismarck vážně zpochybněn – Němci se již dříve s ostatními těžkými loděmi na západofrancouzském pobřeží – bitevními křižníky Scharnhorst a Gneisenau – neodvážili zaútočit na konvoje, provázené často sice pomalými, ale zato vysokou palebnou silou disponujícími britskými bitevními loděmi třídy Revenge, Queen Elisabeth a Nelson. V období leden-březen 1941 tak na výpadech ze St. Nazaire potopily jen 22 převážně osamocených lodí o celkové tonáži 116 000 BRT. Po spojení s lodí Bismarck by si německý svaz mohl směle troufnout i na konvoje, doprovázené doposud příliš silným doprovodem.
Nebýt poškození Bismarcka, způsobených děly Prince of Wales se Britům nemuselo podařit německou loď dostihnout a celá operace Rheinübung se mohla Němcům podařit tak, jak původně plánovali.